# Леарх (тиран)
Леарх (*Λέαρχος, д/н —550 до н. е.) — давньогрецький цар Кирени у 550 році до н. е.

## Життєпис
Походив з династії Баттіадів. Молодший син Батта II, царя Кирени. Після смерті батька у 560 році до н. е. стає радником при старшому браті Аркесілаї II. Втім згодом брати посварилися, й Леарх вимушений був тікати з Кирени. Незабаром він заснував нове місто Барка. Також зібрав з лівійців власне військо.
У 550 році до н. е. Леарх розпочав війну проти брата. Після декількох сутичок армія Леарха завдала рішучої поразки царю Аркесілаю III у битві при Левконі. Після цього Леарх блокував останнього у Кирені. Незабаром Аркесілая було отруєно за наказом Леарха (за іншою версією Леарх власноруч вбив брата).
Після цього Леарх оголосив себе царем. Правління розпочав з репресій проти знаті. Водночас створив власну охорону (на кшталт гвардії). При цьому уклав союз із Яхмосом II, фараоном Єгипту. Доволі швидка царська влада перетворилася на тиранію. Для зміцнення свого становища вирішив одружитися з удовою колишнього царя — Еріксо (своєю двоюрідною сестрою). Втім остання разом із братом Поліархом організувала змову проти леарха. Зрештою останнього було підступно вбито.